# Egernia formosa
Egernia formosa är en ödleart som beskrevs av  Fry 1914. Egernia formosa ingår i släktet Egernia och familjen skinkar. Inga underarter finns listade i Catalogue of Life.